# Parafia św. Anny w Starym Ochędzynie
Parafia św. Anny w Starym Ochędzynie – parafia rzymskokatolicka należąca do dekanatu Wieruszów diecezji kaliskiej. Została erygowana w 1922 roku. Mieści się w Starym Ochędzynie pod numerem 32. Parafia usamodzielniła się od parafii w Sokolnikach. Parafia liczy 826 wiernych.

## Historia
Obecnie istniejący drewniany kościół parafialny wybudowany został w 1492 roku i należy do najstarszych zabytków budownictwa drewnianego w Diecezji Kaliskiej. 

## Zasięg parafii
Do parafii należy 826 wiernych z  miejscowości: Kopaniny 32, 34, 35 i 37, Ochędzyn Nowy i Ochędzyn Stary.